# Simplicissimus
Der Simplicissimus (deutsch: der Einfältigste) war eine satirische Wochenzeitschrift, die vom 4. April 1896 bis 13. September 1944 erschien. Die Redaktion hatte ihren Sitz in München. Die Zeitschrift zielte auf die wilhelminische Politik, die bürgerliche Moral, die Kirchen, die Beamten, Juristen und das Militär, verbreitete aber nach 1933 nationalsozialistische Propaganda.
Die bekanntesten Zeichner waren neben Thomas Theodor Heine: Karl Arnold, Henry Bing, Josef Benedikt Engl, Olaf Gulbransson, Richard Graef, Käthe Kollwitz, Bruno Paul, Ferdinand von Rezniček, Erich Schilling, Wilhelm Schulz, Carl Sturtzkopf, Eduard Thöny und Rudolf Wilke.
In der Redaktion arbeiteten u. a. die Schriftsteller und Journalisten Hans Erich Blaich, Walter Foitzick, Reinhold Geheeb, Korfiz Holm, Peter Scher, Franz Schoenberner, Hermann Sinsheimer und Ludwig Thoma.
Zahlreiche erfolgreiche Schriftsteller, die zum Teil heute noch berühmt sind, arbeiteten an der Zeitschrift mit oder publizierten dort in loser Folge ihre Texte: Otto Julius Bierbaum, Richard Dehmel, Bruno Frank, Hermann Hesse, Hugo von Hofmannsthal, Erich Kästner, Heinrich Mann, Thomas Mann, Gustav Meyrink, Georg Queri, Franziska zu Reventlow, Alexander Roda Roda, Arthur Schnitzler, Edgar Steiger, Robert Walser, Jakob Wassermann, Frank Wedekind u. a. Hinzu kamen internationale Autoren aus dem Buchprogramm des Albert-Langen-Verlags, wie etwa Bjørnstjerne Bjørnson, Knut Hamsun, Guy de Maupassant und Marcel Prévost.
1934/1935 erschien in Prag eine Emigrationsausgabe, zunächst unter dem Titel Simplicus, später unter dem Titel Simpl. Nach 1944 gab es mehrere Versuche, den Simplicissimus wiederzubeleben, darunter die von Olaf Iversen begründete Neuausgabe, die von 1954 bis 1967 erschien.

## Gründungsphase (1896–1906)

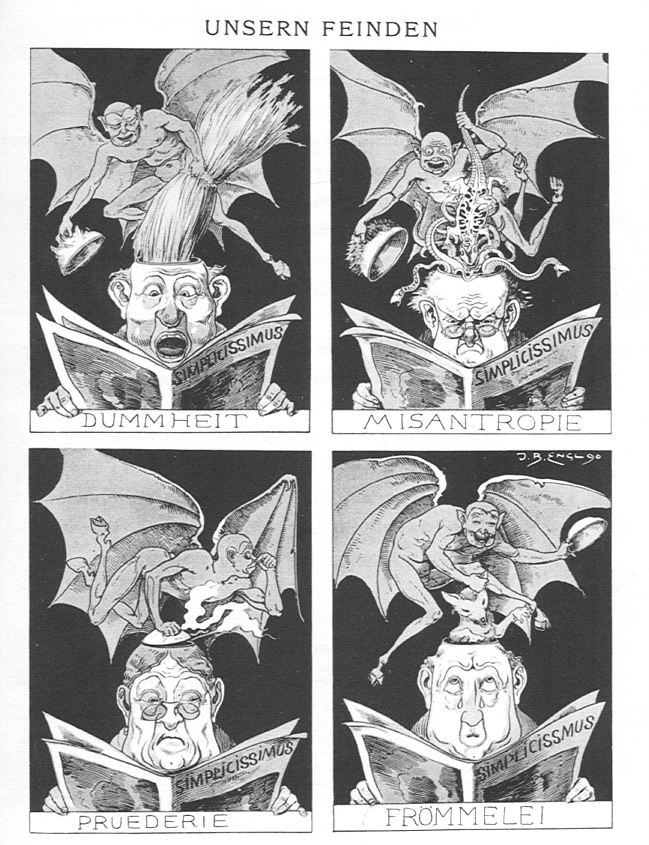
„Unsern Feinden“: Karikatur von Josef Benedikt Engl im Simplicissimus, Jahrgang 1, Nr. 6 (9. Mai 1896), S. 5

Der Simplicissimus wurde von dem jungen Verleger Albert Langen gegründet und war ursprünglich eigentlich nicht als Satireblatt, sondern als illustrierte Literaturrevue nach dem französischen Vorbild, des Gil Blas Illustré konzipiert. Gil Blas, die Figur eines französischen Schelmenromans, war für Langen wohl auch die Anregung für seinen Namensgeber: die Figur des 1668 erschienenen Schelmenromans Der abenteuerliche Simplicissimus von Hans Jakob Christoffel von Grimmelshausen. Dessen Leitspruch „Es hat mir so wollen behagen, / Mit Lachen die Wahrheit zu sagen.“ wurde im ersten Heft zitiert.
Zu Beginn waren die Bilder Illustrationen der literarischen Texte. Erst allmählich etablierten sich daneben die politischen Karikaturen, für die der Simplicissimus heute so berühmt ist.
In den ersten Jahrgängen gab es große Überschneidungen mit Illustratoren der ebenfalls in München erscheinenden Konkurrenzzeitschrift Jugend. So waren später als Mitglieder der Künstlergruppe Scholle bekannt gewordene Künstler, die man heute in erster Linie mit der Jugend in Verbindung bringt – etwa Reinhold Max Eichler, Walter Georgi oder Adolf Münzer –, auch im Simplicissimus vertreten. Langen hatte sich, bevor er nach München gekommen war, länger in Paris aufgehalten und schätzte die aktuellen französischen Zeichner und Graphikdesigner wie Théophile Steinlen oder Jules Chéret hoch. Doch diese waren in den 1890er Jahren bestens beschäftigt, so dass Langen nur gelegentlich etwas von ihnen für den Simplicissimus bekommen konnte. Daher griff er für die Bebilderung der abgedruckten Kurzgeschichten auf junge deutsche und insbesondere Münchner Künstler zurück, die zu einem festen Mitarbeiterstamm wurden. Allein Heine war vom ersten Heft an beteiligt, die anderen kamen im Laufe der ersten beiden Jahrgänge zum Simpl. Gulbransson stieß als letzter 1902 dazu.
Der Simplicissimus soll am 4. April 1896 mit einer sehr hohen Auflage gestartet sein. Die Rede ist von 300.000 Exemplaren. Der spätere Redakteur Korfiz Holm spricht sogar von 400.000 Exemplaren, die jedoch weitgehend unverkauft blieben. Die hohe Startauflage war sicherlich eine PR-Strategie von Albert Langen, der von Beginn an am Mythos seiner Zeitschrift arbeitete. Für die ersten Jahrgänge betrug die tatsächliche Auflage wohl wenige 1.000 Exemplare. Zwar stiegen die Beliebtheit und damit der erzielte Umsatz der Zeitschrift rapide an, es dauerte aber lange, bis der Simplicissimus für den Verlag profitabel wurde.

### Zensur
Staatliche Zensur spielte in der Geschichte des Simplicissimus immer wieder eine Rolle. Sie gab der Ausrichtung und Entwicklung des Blattes entscheidende Impulse:

„Einen ersten Schub der Politisierung seiner Zeitschrift erreichte Langen mit der aus heutiger Sicht sehr zurückhaltenden Entscheidung, in Heft 4 des ersten Jahrgangs Gedichte des zwanzig Jahre früher verstorbenen Schriftstellers Georg Herwegh abzudrucken. Dieser zählte zu den Wortführern einer Demokratisierung Deutschlands in der Revolution von 1848 und später zu den Begründern des Allgemeinen Deutschen Arbeitervereins, dem Vorgänger der SPD; er war also dezidiert gegen die Monarchie eingestellt. In Österreich, wo der Simplicissimus von Beginn an auch vertrieben wurde, war er anscheinend so sehr „persona non grata“, dass die Ausgabe verboten und angeblich von der Polizei sogar beschlagnahmt wurde. Über diese Vorgänge sind wir vor allem durch die Berichterstattung des Simplicissimus selbst informiert, denn Redaktion und Herausgeber erkannten sofort, dass sich mit dieser Gegenreaktion der Obrigkeit die beste Werbung machen ließ.“

Einschneidend war dann die Konfiskation der so genannten Palästina-Nummer, Heft 31 im dritten Jahrgang, vom 29. Oktober 1898 und die des folgenden Heftes. Das Titelbild der Palästina-Nummer zeigt eine eher harmlos erscheinende Karikatur Heines mit den Kreuzrittern Gottfried von Bouillon und Friedrich Barbarossa, die auf die Darstellung von Kaiser Wilhelm II. dezidiert verzichtet. Erheblich bissiger war ein Spottgedicht Frank Wedekinds anlässlich der Reise des Kaisers nach Palästina. Im Vorfeld dieser Aktion hatte es in Preußen Beschlagnahmungen anderer Ausgaben des Simplicissimus gegeben, so dass nun wohl endgültig ein Exempel statuiert werden sollte. Langen, der nach der Beschlagnahmung ins Ausland floh, Wedekind, der zuerst floh und sich dann der Justiz stellte, und Heine wurden wegen Majestätsbeleidigung angeklagt. Heine und Wedekind mussten Haftstrafen absitzen.
Langen lebte fünf Jahre im Exil in Frankreich, Norwegen und der Schweiz, um einer Verhaftung zu entgehen, und musste die Verlagsgeschäfte mit Hilfe von Korfiz Holm aus der Entfernung führen. Erst nach Zahlung einer „Kompensation“ von 30.000 Mark wurde das Verfahren gegen ihn eingestellt.
Gerade die prominenten Bildbeiträge der Titel- und der Rückseite griffen seit 1898 immer mehr tagespolitische Ereignisse auf. Die Beschlagnahmung und der spektakuläre Prozess führten nur dazu, dass die Redaktion diese Tendenz verstärkte und aus der Zeitschrift nun das politische Satireblatt wurde, wie man es heute kennt.

### Wirtschaftlicher Erfolg
Die Zensur-Maßnahmen, so existentiell bedrohend sie teils waren, wurden geschickt genutzt, um die Zeitschrift der gesellschaftskritischen Leserschaft bekannt zu machen. In enger Zusammenarbeit mit dem Staranwalt Max Bernstein wurden durchaus entsprechende Anzeigen provoziert und die Prozesse bereits lange im Voraus als publikumswirksame Spektakel geplant. Laut dem Verlagskatalog Langens von 1904 stieg die Auflage zwischen April 1897 und April 1904 von 15.000 auf 85.000 Exemplare an.
1906 brachten die wichtigsten Mitarbeiter – Olaf Gulbransson, Ludwig Thoma, Bruno Paul, Th. Th. Heine, Eduard Thöny und Rudolf Wilke – Albert Langen dazu, den Simplicissimus aus seinem Verlag herauszulösen und ihn in eine eigene GmbH einzubringen, an der sie beteiligt waren (Simplicissimus-Verlag G.m.b.H. München).

### Das Wappentier
Anfangs warb für den Simplicissimus eine von Heine entworfene junge Dame im geblümten Kleid, die eng umschlungen von einem schwarzen Teufel mit dessen Schwanzspitze als Pinsel den Titel malte. Doch bereits im achten Heft des ersten Jahrgangs trat in einer Karikatur von Heine die rote Bulldogge auf. Zunächst eine Randfigur, wurde sie zähnefletschend und von der Kette gerissen zum Wappentier der Zeitschrift. Ab dem vierten Jahrgang zierte sie als farbiger Prägedruck die Einbanddeckel, mit denen sich die Abonnenten ihre Jahrgänge binden lassen konnten. Sie wurde auch als Plakat, blutrot auf schwarzem Grund gedruckt. Der Lithostein hierfür befindet sich heute in der Staatlichen Graphischen Sammlung München.

### Der Simplicissimus und München
Die Redaktion des Simplicissimus befand sich immer in München. Als Verlagsort wurde jedoch der Sitz der Druckerei angegeben. So erschienen die ersten Jahrgänge in Leipzig bei der Druckerei Hesse & Becker. Deswegen schritt 1898 auch ein sächsischer Staatsanwalt wegen Majestätsbeleidigung ein. Auch aus dieser Erfahrung heraus suchte Korfiz Holm als Sachwalter Langens in den Monaten nach den Beschlagnahmungen eine neue Druckerei, die er 1899 in der Firma Strecker & Schröder in Stuttgart fand. Ab Heft 24 des vierten Jahrgangs erschien der Simplicissimus in Stuttgart. Die Druckerei, die auch den Vertrieb übernahm, war preiswerter als die Leipziger, und Stuttgart war weit genug weg von den preußisch orientierten Staatsanwälten. Münchner Druckereien waren zu teuer, und Bayern war auf Grund seines Konservatismus auch politisch unsicher aus Sicht der Redaktion.
Die meisten festen Mitarbeiter der Zeitschrift kamen nicht aus Bayern. Der Zeichner Engl und besonders Ludwig Thoma sorgten jedoch dafür, dass ein bis dahin in der Schriftsprache nicht übliches bayerisches Idiom für die Zeitschrift typisch wurde. Außerdem lebten viele Witze von den Spannungen zwischen Preußen und Bayern, wobei die Sachsen regelmäßig die Dummen geben mussten.

## Erfolg und Anpassung (1906–1918)

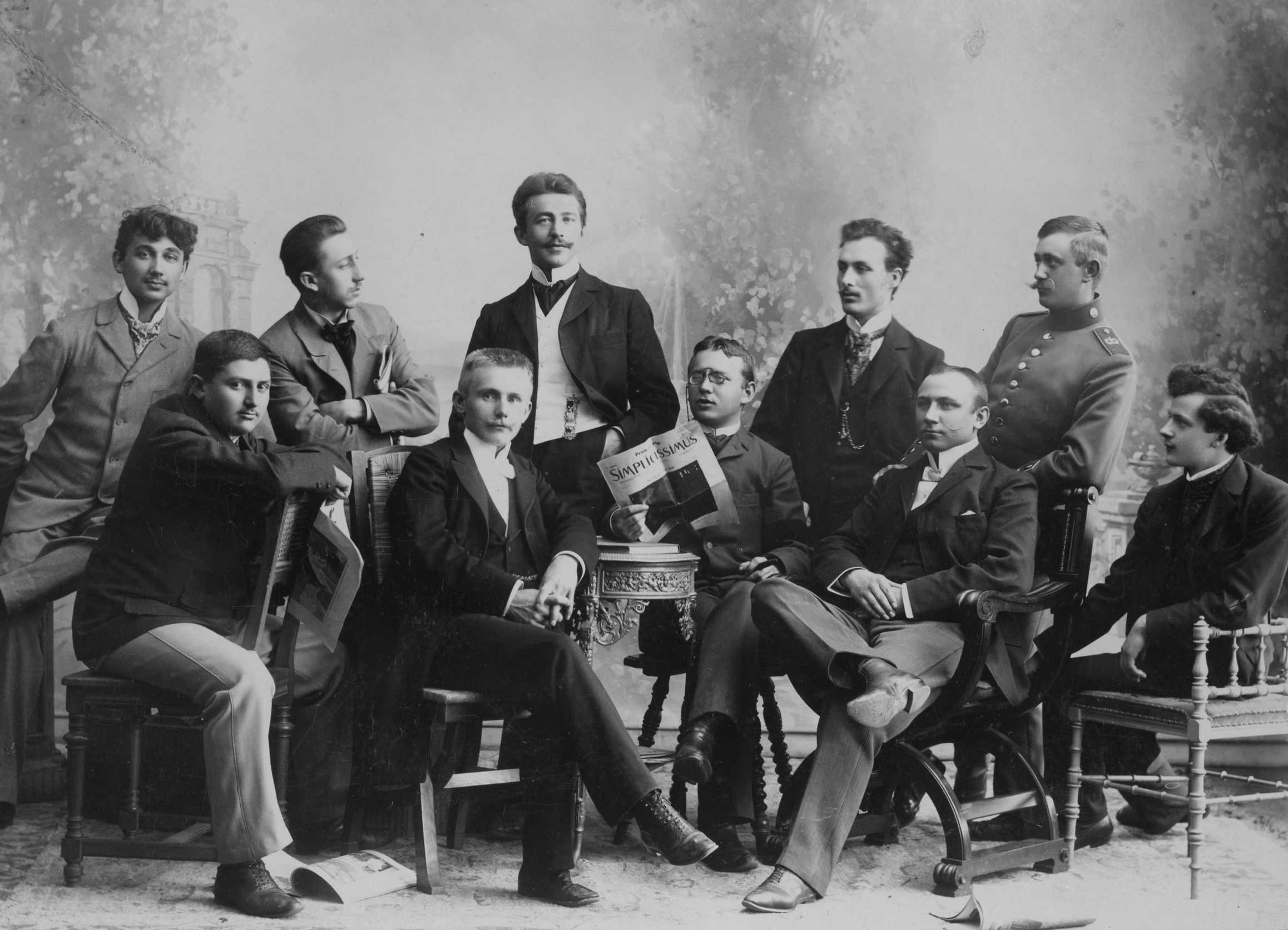
Kreis des Simplicissimus mit Karl Arnold (1907)

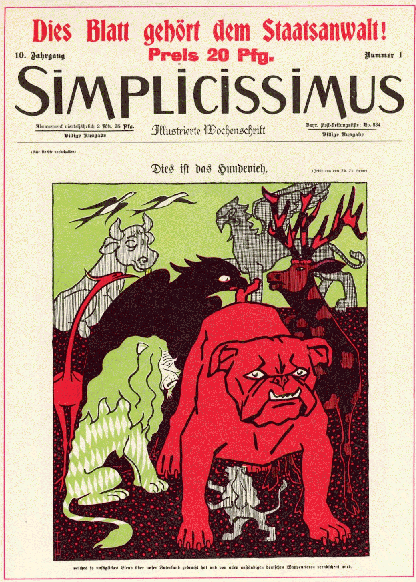
Simplicissimus, Nr. 1, 1910 mit der roten Bulldogge von Th. Th. Heine

Bruno Paul verließ 1906 München und zeichnete mit dem Antritt seiner Professur in Berlin bis auf einige wenige, unter dem Pseudonym Ernst Kellermann veröffentlichte Blätter keine politischen Satiren mehr. 
Der Zeichner Josef Benedikt Engl (* 1867) starb im August 1907, der Publikumsliebling Rudolf Wilke (* 1873) im November 1908, Albert Langen (* 1869) am 30. April 1909 und Ferdinand von Rezniček (* 1868) am 11. Mai 1909. Nach Langens Tod setzte Heine auf das Titelblatt die Unterschrift: „begründet von Albert Langen und Thomas Theodor Heine“, eine Zeile, die bis zu Heines Flucht ins Exil nur in seltenen Ausnahmefällen nicht gedruckt wurde.
Simplicissimus hatte wirtschaftlichen Erfolg, war als publizistische Macht der Opposition etabliert und hatte mit einer Beilage für die Inserate bis zu 16 Seiten. Das literarische Programm des Langen Verlags sorgte für qualitativ hochwertige Textbeiträge. Neben den regelmäßig für das Blatt arbeitenden Zeichnern war es auch für andere Künstler attraktiv, ihre Blätter hier zu publizieren. So findet man in den frühen Jahrgängen Beiträge von Lovis Corinth und Max Slevogt, Ernst Barlach und Käthe Kollwitz. Heinrich Zille war zwischen 1903 und 1935 oft im Simplicissimus vertreten. Meist wurde wohl den neutralen Zeichnungen von der Redaktion ein interpretierender Text hinzugefügt. Ferdinand von Rezniček fand Nachfolger im eleganten bis frivolen Genre in Marcello Dudovich und Ernst Heilemann.
Der Simplicissimus kritisierte bis zum Beginn des Ersten Weltkriegs die zunehmende Militarisierung der Außenpolitik und Fahrlässigkeiten der Diplomatie scharf.
Danach gab die Redaktion im Rahmen der allgemeinen Kriegsbegeisterung (Augusterlebnis) ihre kritische Haltung auf (siehe auch Burgfrieden).
Hermann Sinsheimer, 1924–1929 Chefredakteur, schrieb in seinen Memoiren (wohl aus zweiter Hand, da er 1914 noch nicht Mitglied der Redaktion war):

„Ludwig Thoma, der Chefredakteur und mehr als das, kam ziemlich gebrochen zu dieser Sitzung und machte den unzweideutigen Vorschlag das Blatt eingehen zu lassen. Er war, wie die übergroße Mehrheit der Deutschen, davon überzeugt, Deutschland sei überfallen worden und es sei ein Defensivkrieg und ein Krieg um seine Existenz, den es zu führen habe und dem sich kein Deutscher entziehen dürfe. Somit gebe es keinen Raum und keine Aufgabe mehr für ein satirisches Blatt der Opposition gegen die herrschenden Gewalten in Deutschland.
Die anderen hörten ihm stumm und schweren Herzens zu, denn sie, die bisher durch große Einkommen Verwöhnten, die mit der Zeit einseitige Spezialisten der oppositionellen Satire geworden waren, sahen ihre Existenz vernichtet. Ein bleiernes Schweigen folgte Thomas Worten.
Da begann Th. Th. Heine zu sprechen. Er sagte etwa, es sei ganz falsch, zu glauben, die Zeit sei nun vorüber, vielmehr sei jetzt erst wieder und erst recht eine große Zeit für sie alle gekommen, wenn sie sich auf den Boden der Tatsachen, nämlich des Krieges, stellten und die Kriegspolitik unterstützten. Gerade jetzt brauche Deutschland ein international so angesehenes Blatt wie den Simpl, um im In- und Ausland die Kriegsführung zu unterstützen. Er fügte noch hinzu, die Leser seien schon lange der ewigen Leutnants- und Junkerwitze müde geworden, was die abgleitende Tendenz der Auflage beweise: zweifellos werde diese alsbald wieder steigen und der Simplicissimus sei einer neuen großen Popularität gewiß, wenn er sich zum bedingungslosen Patriotismus bekenne.
Den anderen fiel ein Stein vom Herzen. Sie fühlten sich alle als gute Patrioten und vor allem fühlten sie sich wieder in ihrer Existenz gesichert und stimmten ohne Ausnahme ihrem sonst nicht gerade geliebten Sprecher Heine bei. Auch Thoma fügte sich, und der Simpl war gerettet. In der Tat gewann er im Krieg eine neue große Popularität.“

Metaphorisch ist der Entwurf Heines für die „Kriegsbände“ des Simplicissimus, die ab dem 20. Jahrgang, 1915, auf dem Deckel die rote Bulldogge als eifrigen Begleiter eines voranpreschenden schweren Reiters mit gezücktem Säbel zeigte.
Auch wenn bereits im Frühjahr 1915 gelegentlich vorsichtige Hoffnung auf Frieden gezeigt wurde, veröffentlichte der Simplicissimus weiterhin kriegsverharmlosende und später zum Durchhalten aufrufende Bilder und Beiträge.

„Aus Opposition wurde Opportunismus, ohne dass allerdings die graphische Qualität der meisten Zeichnungen Schaden erlitt. War man bis dahin die Stimme der Opposition gewesen, so wurde nunmehr jegliches Opponieren verunglimpft. In Abwandlung des Bonmots, das meist Rudyard Kipling zugeschrieben wird – ‚Im Krieg stirbt als erstes die Wahrheit.‘ –, könnte man sagen: Im Krieg stirbt als erstes die Satire. Damit – und in den neuen Themen der Zeitschrift – bietet die Ära 1914/18 im Simplicissimus ein erschreckendes Vorbild für den zweiten Sündenfall der Zeitschrift, die Zeit nach der Machtergreifung der Nationalsozialisten 1933.“

Man kann den Zeichnern lediglich zugutehalten, dass sie sich weitgehend der Hetze und der gegenseitigen Unterstellung von Kriegsgräueln enthielten, wenn man von rassistischen Darstellungen der außereuropäischen und russischen Truppen absieht.

## Die Jahre der Republik (1919–1933)
Mit der Ausrufung der Weimarer Republik war der Simplicissimus in einer demokratischen Staatsform angekommen, für die er sich immer starkgemacht hatte. Doch mit der Abdankung der Monarchen und ihrer Klientel waren auch wichtige Zielscheiben der Kritik abhandengekommen. Von Beginn an wurden nun die Wirren der Formierung eines neuen Regierungssystems und das parteipolitische Taktieren gnadenlos bloßgestellt. Dabei war der Simplicissimus nicht frei von den gesellschaftlichen Strömungen der Zeit, was sich beispielsweise in nationalistisch eingefärbten Witzen über außenpolitische Themen, die alliierten Sieger und insbesondere den französischen „Erbfeind“ betreffend, niederschlug. Die Friedens- und anschließenden Abrüstungsverhandlungen wurden auch von den Zeichnern als Demütigung empfunden und es wurde sogar ein ganzes Heft unter das propagandistische Thema der Kriegsschuldlüge gestellt.
Gerade die jüngeren Zeichner Arnold und Schilling, 1917 und 1918 zu Teilhabern der GmbH geworden, brachten jedoch ab 1919 einen neuen, sachlichen Zeichenstil in das Blatt. Großstädtisches und Themen des modernen Lebens gaben der Zeitschrift ein neues Flair. Arnolds Berliner Bilder, die auch als Album veröffentlicht wurden, sind hierfür ein Beispiel. Neue Künstler stießen hinzu wie Rudolf Großmann, George Grosz, Jeanne Mammen und Otto Nückel und Karl Rössing, ab den 30er Jahren auch Rudolf Kriesch.
Unter den Chefredakteuren Hermann Sinsheimer und ab 1929 Franz Schoenberner publizierten führende Autoren ihrer Zeit wie Erich Kästner, Mascha Kaléko, Theodor Lessing, Mynona, Hans Natonek und Joachim Ringelnatz.
Mit Beginn der 1930er Jahre wurde die Kritik an den links- wie rechtsradikalen Kräften immer schärfer. Der Simplicissimus warnte vor den Totengräbern der Republik. Einige der schärfsten Hitler-Karikaturen erschienen.

## Im Nationalsozialismus (1933–1944)
Während der Tage der „Machtergreifung“, in der Nacht vom 10. auf den 11. März, verwüstete die SA die Redaktionsräume. Nach massiver Bedrohung unterschrieben am 23. März 1933 die Teilhaber der GmbH eine Erklärung, dass das Blatt „künftig in streng nationalem Geiste verwaltet und geführt“ werden solle. „Jede Verächtlichmachung oder Verhöhnung sowie Karikatur der mit der heutigen Bewegung in irgendwelchem Zusammenhang stehenden Faktoren wird künftig auf das strengste vermieden werden.“ Und den Lesern wurde am 1. April erklärt, dass „die Zurücknahme des zeitweiligen Verbots unseres Blattes erfolgt ist, nachdem wir der Regierung gegenüber loyales Verhalten in bindender Form zugesagt haben. Hand in Hand damit ging eine Umstellung der Redaktion.“ Franz Schoenberner war umgehend aus Deutschland geflohen und auch Heine, der von den Nationalsozialisten – nicht zuletzt wegen seiner jüdischen Herkunft – am meisten gehasste Zeichner, tauchte unter, um schließlich zu emigrieren. Den Verbliebenen gelang es, die Zeitschrift und damit zugleich ihre Lebensgrundlage zu retten, zum Preis, ihre bisherige Gesinnung aufzugeben. Erich Schilling zum Beispiel, vor 1933 in seinen Zeichnungen einer der glühenden Verächter der Nazis, wurde nun deren Propagandist.
Diese widerstandslose Gleichschaltung löste unter den Emigranten große Empörung aus. Am schärfsten hat dies Klaus Mann formuliert: „Von allen im Dritten Reich gedruckten Widrigkeiten ist mir die ‚satirische‘ Wochenschrift ‚Simplicissimus‘ der widrigsten eine. (…) da finden sich noch immer die alten Namen – die Karl Arnold, Olaf Gulbransson, Eduard Thöny, Erich Schilling, Wilhelm Schulz, sie sind alle noch da. Nur Th. Th. Heine fehlt, (…) von Prag und Brünn aus muss er sich gramvoll und beschämt mit ansehen, welche degoutante Gesinnungslumpereien seine früheren Freunde und Kollegen sich leisten.“ 1935/1936 wurde der Simplicissimus an den nationalsozialistischen Eher Verlag verkauft.
Die folgenden zehn Jahre sind von braver Unterhaltung im Plauderton geprägt – die idyllische Lyrik wirkt angesichts der Verhältnisse grotesk –, aber der Simplicissimus blieb auch eine Insel für neutrale Künstler: Josef Hegenbarth und Alfred Kubin veröffentlichten hier bis in die letzten Jahrgänge hinein Zeichnungen, Wolfgang Borchert publizierte seine ersten Texte. Faszinierend sind auch die zahlreichen erotischen, an amerikanische Pin-Ups angelehnten Zeichnungen von Kurt Heiligenstaedt. Beliebt waren die Zeichnungen der Gulbransson-Schülerin Franziska Bilek und die humoristischen Gedichte Eugen Roths. Nur gelegentlich blitzte etwas wie Subversion auf, aber zu den Mechanismen der Zensur sind bislang auch keine Quellen entdeckt worden.
Am 13. September 1944 erschien die letzte Nummer mit einer sonderbaren ganzseitigen Zeichnung von Nückel, „Gespensterschlacht“, auf der unkommentiert eine Ruine mit den Skeletten von Kriegern zu sehen ist. Eines schwenkt eine Piratenflagge – ein letzter Gruß des alten oppositionellen Simpl-Geistes, der unbeachtet in den Wirren des „totalen Krieges“ die Zensur passieren konnte. Gulbransson, Schilling, Schulz und Thöny lieferten hingegen nochmals reine Propagandazeichnungen. Zusammen mit den meisten Presseerzeugnissen wurde der Simplicissimus danach eingestellt.

## Mitarbeiter (Auswahl)

### Einige Pseudonyme
- Hans Erich Blaich – Dr. Owlglass, Ratatöskr
- Korfiz Holm – Hase (fälschlicherweise wird häufig Ludwig Thoma hinter dem Pseudonym Hase vermutet)
- Willy Ganske – Pan
- Peter Scher – Emanuel
- Edgar Steiger – Cri-Cri, Tarub, Wespe, Zwickauer
- Ludwig Thoma – Peter Schlamminger, Peter Schlemihl
- Kurt Tucholsky – Theobald Tiger
- Frank Wedekind – Hieronymus Jobs

### Weitere Künstler
| - Henry Bing - Ragnvald Blix - Walther Caspari - Franz Christophe - Fidus - Gino von Finetti - Bruno Frank - Richard Graef - Rudolf Grieß - Angelo Jank | - Heinrich Kley - Otto Lendecke - Ernst Neumann-Neander - Jules Pascin - Carl Olof Petersen - Alfred Pichel - Emil Preetorius - Eleonora Rozanek - Paul Scheurich - Hermann Schlittgen - Paul Schondorff | - Rudolf Sieck - Hermann Stahl - Ignatius Taschner - Walther Teutsch - Walter Trier - Boleslaw von Szankowski - A. Paul Weber - Arnold Weiss-Rüthel - Brynolf Wennerberg - Alfons Wölfle |  |

## Digitalisierung
Die Herzogin-Anna-Amalia-Bibliothek in Weimar hat in Zusammenarbeit mit der RWTH Aachen und dem Deutschen Literaturarchiv Marbach alle Jahrgänge von 1896 bis 1944 digitalisiert und mit Stichwörtern erschlossen. Alle Bilder und Texte sind online leicht abzurufen und nach Personen, Institutionen, Ereignissen u. ä. zu durchsuchen. Damit sind neben dem konservativen Kladderadatsch und der Jugend die wichtigsten illustrierten Periodika in Deutschland um 1900 im Netz komplett verfügbar.

## Auswahl-Nachdrucke
- Facsimilie Querschnitt durch den Simplicissimus. Herausgegeben von Christian Schütze. Einleitung von Golo Mann. Bern u. a. (Scherz) 1963.
- Simplicissimus. Bilder aus dem „Simplicissimus“. Herausgegeben von Herbert Reinoß unter Verwendung einer Auswahl von Rolf Hochhuth. Hannover 1970
- Stanley Appelbaum: Simplicissimus. 180 Satirical Drawings from the Famous German Weekly. New York 1975
- Simplicissimus. Eine Auswahl der Jahrgänge 1896–1914 von Richard Christ. Rütten & Loening (DDR) 1978
- Kinder im Simplicissimus. Auswahl und Texte von Dagmar von Kessel-Thöny. Atzbach 1978

## Simplicus– Zeitschrift im Exil (1934–1935)
Weithin unbekannt blieb der Versuch einer Emigrationsausgabe des Simplicissimus, die in Prag vom 25. Januar 1934 bis zum 13. September 1934 unter dem Titel Simplicus und dann bis zum 4. Juli 1935 unter dem Titel Simpl erschien. Der Simplicus erschien in zwei Ausgaben: einer deutschen und einer tschechischen, deren Inhalt nicht identisch war, sondern sich an den Interessen der jeweiligen Leserschaft orientierte. Beide Ausgaben erschienen wöchentlich.
Chefredakteur war der ehemalige Ullstein-Journalist Heinz Pol, im Impressum verantwortlich zeichnete jedoch František Bidlo, ein bekannter tschechischer Karikaturist. Weitere Mitarbeiter waren die tschechischen Karikaturisten Fritta (alias Fritz Taussig), Adolf Hoffmeister, Jappy (d. i. Vilém Reichman), Antonin Pelc, Josef Čapek, die emigrierten deutschen Zeichner Erich Godal, Ludwig Wronkow, Pjotr (d. i. Günther Wagner), E. Katzer, A. Stadler und Nikl (d. i. Johannes Wüsten), literarische Beiträge stammten von Heinrich Mann, Alfred Kerr, Walter Mehring, Erika Mann, Stefan Heym, Balder Olden und Theodor Plivier.
Ziel der Herausgeber war es, die Zeitschrift auch im Sudetengebiet, in Österreich, der Schweiz und im Saarland herauszugeben. Die Auflage soll zwischen 10.000 und 20.000 Exemplaren betragen haben. Aber mit zunehmender faschistischer Ideologisierung in diesen Gebieten wurden immer öfter Ausgaben beschlagnahmt. Entsprechend wagten viele Buchhändler nicht mehr, den Verkauf der Zeitung fortzusetzen. Diese Entwicklung war der Hauptgrund für die Einstellung am 4. Juli 1935.

## Weitere Ausgaben
Noch zu Langens Lebzeiten gab es vor dem Ersten Weltkrieg einige Nummern einer sogenannten édition française, bei der die Bildunterschriften durch französische Übersetzungen überklebt wurden. Dafür musste sich Langen allerdings heftige Vorwürfe gefallen lassen: exportierte Kritik an den Zuständen im Reich spiele nur dem „Erbfeind“ in die Hände.
Von 1946 bis 1950 erschien in München Der Simpl, der aussah wie der Simplicissimus, wegen ungeklärter Urheberrecht-Probleme sich aber nicht so nennen durfte.
Von 1954 bis 1967 erschien der Simplicissimus in München unter dem Verleger und Herausgeber Olaf Iversen, bis Nr. 37/1959 mit dem Zusatz „Herausgegeben von Olaf Iversen“. Ab Nr. 39/1959, nach Iversens Tod, lautete der Zusatz „Neubegründet von Olaf Iversen“. In diesem Zeitraum finden sich u. a. Lithographien von A. Paul Weber. Als Zeichner arbeiteten u. a. Horst Haitzinger, Walter Hanel, Wigg Siegl, Manfred Oesterle und Josef Sauer für das Blatt. Das Käthe Kollwitz Museum Köln widmete dieser Ausgabe unter dem Titel Der neue Simplicissimus – Satire für die Bonner Republik im Jahr 2022 eine eigene Sonderausstellung.
1981/82 wurde ein Neustart versucht und 1997 gab es einen erneuten Versuch einer Neuauflage der Zeitschrift, eine Koproduktion von Berlin und Wien. Mitte des Jahres 1998 wurde auch sie wegen finanzieller Probleme eingestellt.

## DerSimplicissimusals Namensgeber
Die Zeitschrift war Namensgeber des 1903 gegründeten Künstlerlokals Simplicissimus in München, Maxvorstadt, das auch als Kabarett genutzt wurde. Teile der Redaktion und ihres Umkreises gehörten dort zu den Stammgästen. Das Lokal existiert heute unter dem Namen Alter Simpl weiter, ist jedoch seit dem Rückzug der langjährigen Wirtin Toni Netzle 1992 kein Kabarett mehr. In der Balanstraße in München, Haidhausen, gibt es eine Bierkneipe dieses Namens, die den Schriftzug der Zeitschrift übernommen hat, und auch in Trier nutzt eine Studentenkneipe Schriftzug und Bulldogge. In Wien existiert das Kabarett Simpl mit der Bulldogge als Wahrzeichen noch heute mit Erfolg.
Der YouTube-Kanal Simplicissimus hat sich in Anlehnung an die Zeitschrift so genannt. Von 2019 bis 2022 gehörte der Kanal zu Funk, dem Online-Content-Netzwerk Netzwerk von ARD und ZDF. Zurzeit hat der YouTube-Kanal 2,1 Mio. Abonnenten.